# Бела Мадярі

Логотип радянсько-угорського космічного польоту на Союз-36

Бела Мадярі (угор. Magyari Béla; 8 серпня 1949, Кішкунфеледьгаза, медьє Бач-Кішкун, Угорщина — 23 квітня 2018) — угорський космонавт, полковник ВПС Угорщини, доктор в галузі космічної техніки (1994), авіаційний інженер, голова Угорського астрономічного товариства (2001—2006, Magyar Asztronautikai Társaság — MANT).

## Життєпис
У 1967—1969 роках навчався у Вищому льотно-технічному училищі (Сольнок). Після закінчення другого курсу 1969 року продовжив навчання в СРСР у військовому авіаційному училищі льотчиків, яке закінчив із відзнакою 1972 року.
Від 1972 року — льотчик винищувальної авіації ППО Угорщини. Починав літати літаком МіГ-21Ф-13, а від 1974 року — на МіГ-21МФ.
У січні 1978 року за підсумками набору для участі в радянсько-угорському польоті за програмою «Інтеркосмос» був відібраний як один із двох космонавтів. У березні 1978 року розпочав підготовку в Центрі підготовки космонавтів імені Ю. О. Гагаріна, завершив навчання з відмінними результатами. Уряд Угорщини відібрав Берталана Фаркаша для космічного польоту на кораблі «Союз-36».
11 травня 1980 року Міжвідомча комісія призначила основний екіпаж у складі: командир — Кубасов Валерій Миколайович і космонавт-дослідник — Берталан Фаркаш, які здійснили політ на космічному кораблі Союз-36 (26 травня 1980 — 31 липня 1980). До складу дублювального екіпажу входили космонавт-командир Володимир Джанібеков та космонавт-дослідник Бела Мадярі. Під час польоту працював у ЦУП у Калінінграді оператором зв'язку з екіпажем.
1987 року закінчив Будапештський політехнічний університет, здобув ступінь у галузі машинобудування. Тоді ж почав займатися науковими дослідженнями, пов'язаними з вивченням космічного простору та технології матеріалів.
Від 1990 року — начальник відділу з виведення радянських військ у секретаріаті Міністерства фінансів Угорщини.
Від 1991 року працював на різних посадах у Міністерстві оборони, зокрема з питань розробки та застосування параметричних самописців. 1995 року відповідав за організацію військової освіти в Будапештському університеті технології та економіки.
У відставці від 2001 року. Працював у Міністерстві внутрішніх справ. Від 2003 до 2006 року — співробітник угорського Інституту космічних досліджень.
Лауреат премії «Угорська спадщина».
Помер після тривалої хвороби. Похований у Будапешті на цвинтарі Керепеші, хоча його тлін розвіяно з літака над аеропортом Кіскунфелегхаза.